# Einar Sissener
Einar Sissener (21 de septiembre de 1897 - 4 de marzo de 1968) fue un actor y director teatral y cinematográfico noruego.

## Biografía
Su nombre completo era Einar Rasmus Krag Schnitler Sissener, y nació en Oslo, Noruega, siendo sus padres Einar Andreas Sissener y Ida Cathrine Dorthea Schnitler. Estudió derecho en la Universidad de Oslo durante tres años. Aunque no llegó a completar su formación, formó parte activa de organizaciones estudiantiles, editando la publicación Minerva, dirigiendo el teatro de estudiantes Samfundsteatret, y siendo miembro de la Sociedad de Estudiantes de Noruega.
Sissener debutó como actor teatral en el Centralteatret en 1919 con el papel de Philip en una adaptación de la obra de George Bernard Shaw You Never Can Tell. Su gran oportunidad llegó en 1923 como Gottfried en la comedia de Ludvig Holberg Det lykkelige Skibbrud, así como con el papel titular en la pieza de Molière Los enredos de Scapin. A partir de 1924 trabajó para el Teatro nacional de Oslo, siendo sobre todo conocido sobre todo por sus papeles de comedia. Uno de sus grandes éxitos en dicho teatro fue el papel de Harald en la comedia de Oskar Braaten Den store barnedåpen (1925).
Debutó en el cine en 1926 con el film Glomdalsbruden, y actuó en la primera película sonora de su país, Den store barnedåpen (1931), con el papel de Harald. En 1934 y 1935 pordujo las películas Syndere i sommersol y Du har lovet mig en kone!.
Sissener presidió el Sindicato de Actores Noruegos (Norsk Skuespillerforbund) desde 1928 a 1932. Fue también director teatral en el Søilen Teater en 1932, y desde 1933 a 1937 en el Det Nye Teater. Entre 1937 y 1946 trabajó en el teatro de revista Chat Noir, tanto como actor como productor teatral y compositor de canciones. 
En el año 1947 volvió al Teatro Nacional. Su última actuación llegó en 1967 con la comedia de Friedrich Dürrenmatt Meteor. En total, a lo largo de su trayectoria en el Teatro Nacional hizo 127 papeles. Además, durante su carrera mantuvo un fuerte vínculo con Dinamarca, país en el que llegó a destacar por su trabajo como comediante de revista.
Sissener fue nombrado Caballero de primera clase de la Orden de San Olaf en 1960. Así mismo, fue nombrado caballero de la danesa Orden de Dannebrog.
Einar Sissener falleció en Oslo en el año 1968. Fue enterrado en el Cementerio Vestre Gravlund de dicha ciudad.

## Filmografía
- 1960 : Venner
- 1957 : Herren og hans tjenere
- 1957 : Fjols til fjells
- 1955 : Arthurs forbrytelse
- 1954 : Kasserer Jensen
- 1951 : Storfolk og småfolk
- 1948 : Stjerneskud
- 1941 : Hansen og Hansen
- 1935 : Du har lovet mig en kone! (también director)
- 1934 : Syndere i sommersol (también director)
- 1931 : Den store barnedåpen (también director junto a Tancred Ibsen)
- 1926 : Baldevins bryllup
- 1926 : Glomdalsbruden